# Филократов мир
Филократовият мир е мирен договор, сключен през 346 г. пр. Хр. между цар Филип II Македонски и Атина. Наречен е така по името на Филократ, оглавяващ атинската делегация, секретар на народното събрание на Атина.
Сключването на договора се състои след така наречената Свещена война (355—346 г. пр. Хр.). През 347 г. пр. Хр. атинска делегация, включваща Демостен, Есхин и Филократ е официално изпратена от Атина в македонската столица Пела. Според сключения от нея договор, Македония запазва всички завладени градове от Солунския залив до Тракийския Херсонес. Атина губи всички владения в Тракия, с изключение на Тракийски Херсонес. Мирът е сключен срещу фокидците, тъй като войната против тях продължава. По отношение на завладените градове, Филип получава правото да действа по своя преценка, без атиняните да се намесват.
След подписването на договора, Филип II Македонски навлиза в Средна Гърция. Фокида е завладяна и изключена от делфийската амфиктиония, като нейното място е заето от Македония. С този акт древна Македония на практика е приета за член на елинската общност. Македонският цар фактически се превръща в ръководител на амфиктионията и председателства Питийските игри в Делфи. Македония поставя под контрола си най-важното религиозно-политическо обединение в Елада.